# Mittelstendorf
Mittelstendorf (niederdeutsch: Mittelstenderp, Mittelstendärp) ist ein Ortsteil der Stadt Soltau im Landkreis Heidekreis in Niedersachsen. Südlich von Soltau gelegen stellt das Dorf den letzten Ortsteil vor Beginn des Südkreises dar. Die Ortschaft hat ca. 110 Einwohner.

## Geografie
Mittelstendorf liegt in der Lüneburger Heide südwestlich von Soltau. Durch den Ort verlaufen die Landesstraße 163 und die Heidebahn.
Zu Mittelstendorf gehören die Weiler Nottorf und Wüsthof.
In Mittelstendorf befindet sich ein Teil des Naturschutzgebietes Schwarzes Moor bei Dannhorn.

## Geschichte
Am 1. März 1974 wurde Mittelstendorf in die Stadt Soltau eingegliedert.

Bauernhöfe in Mittelstendorf
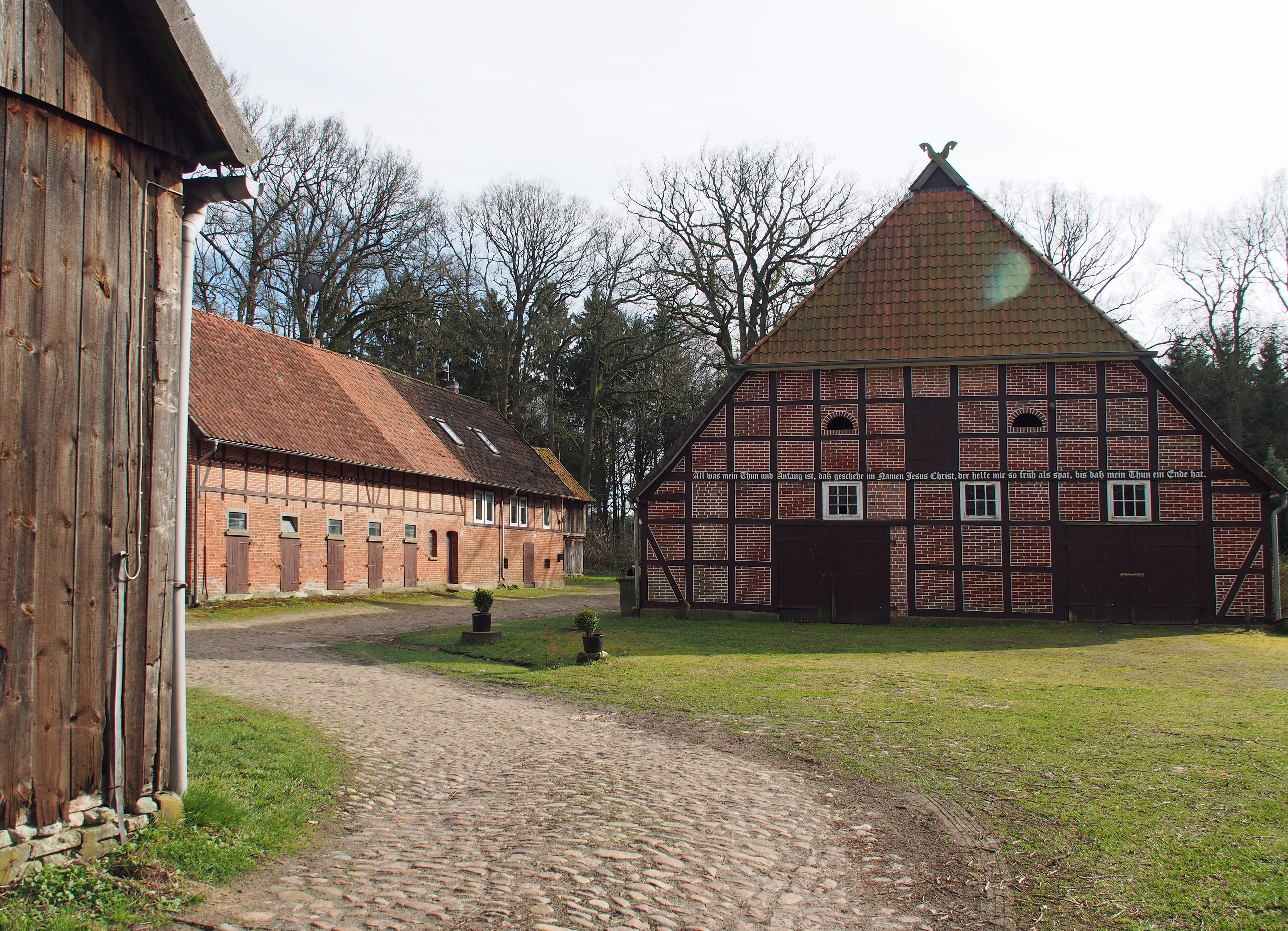
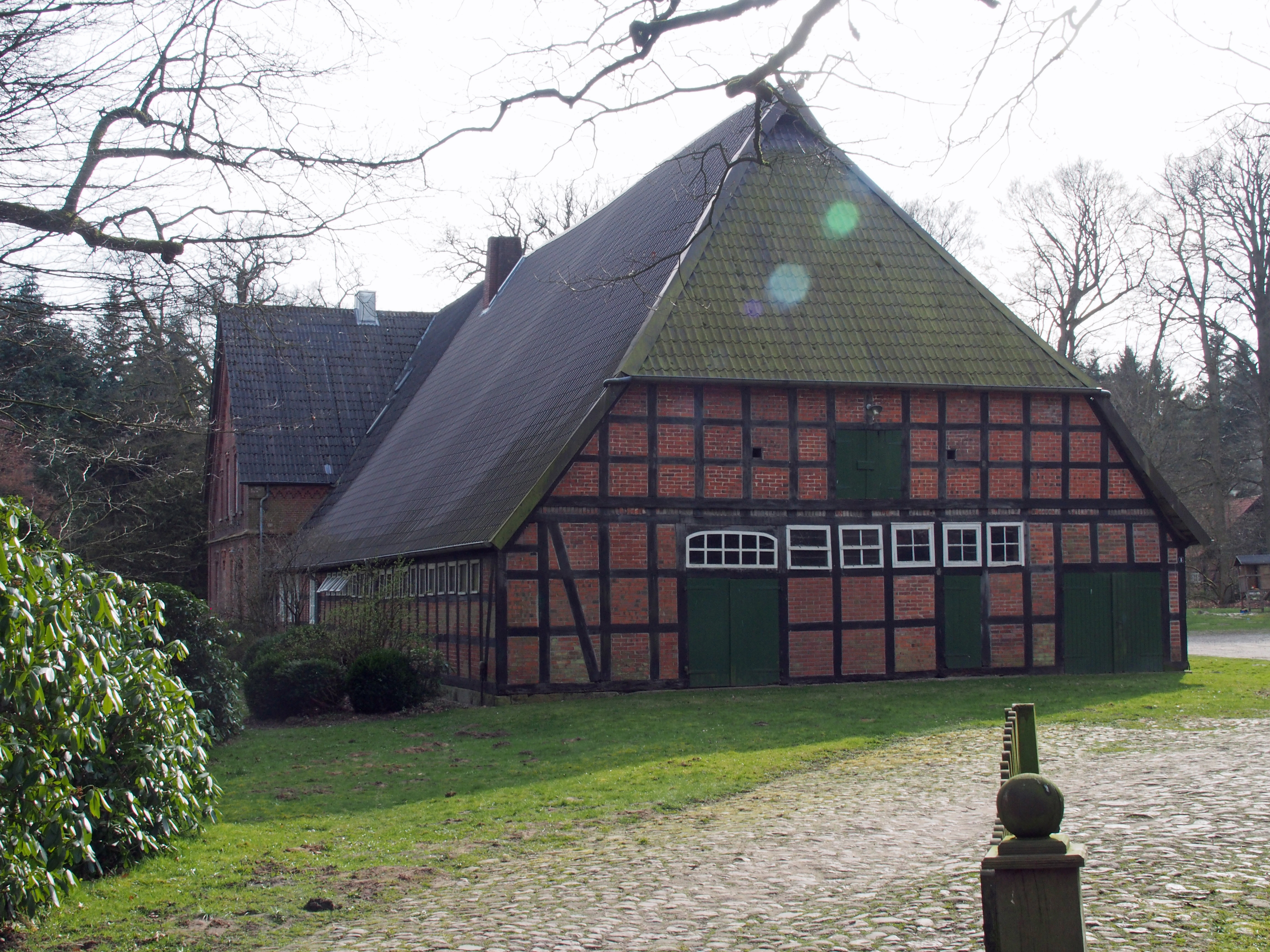
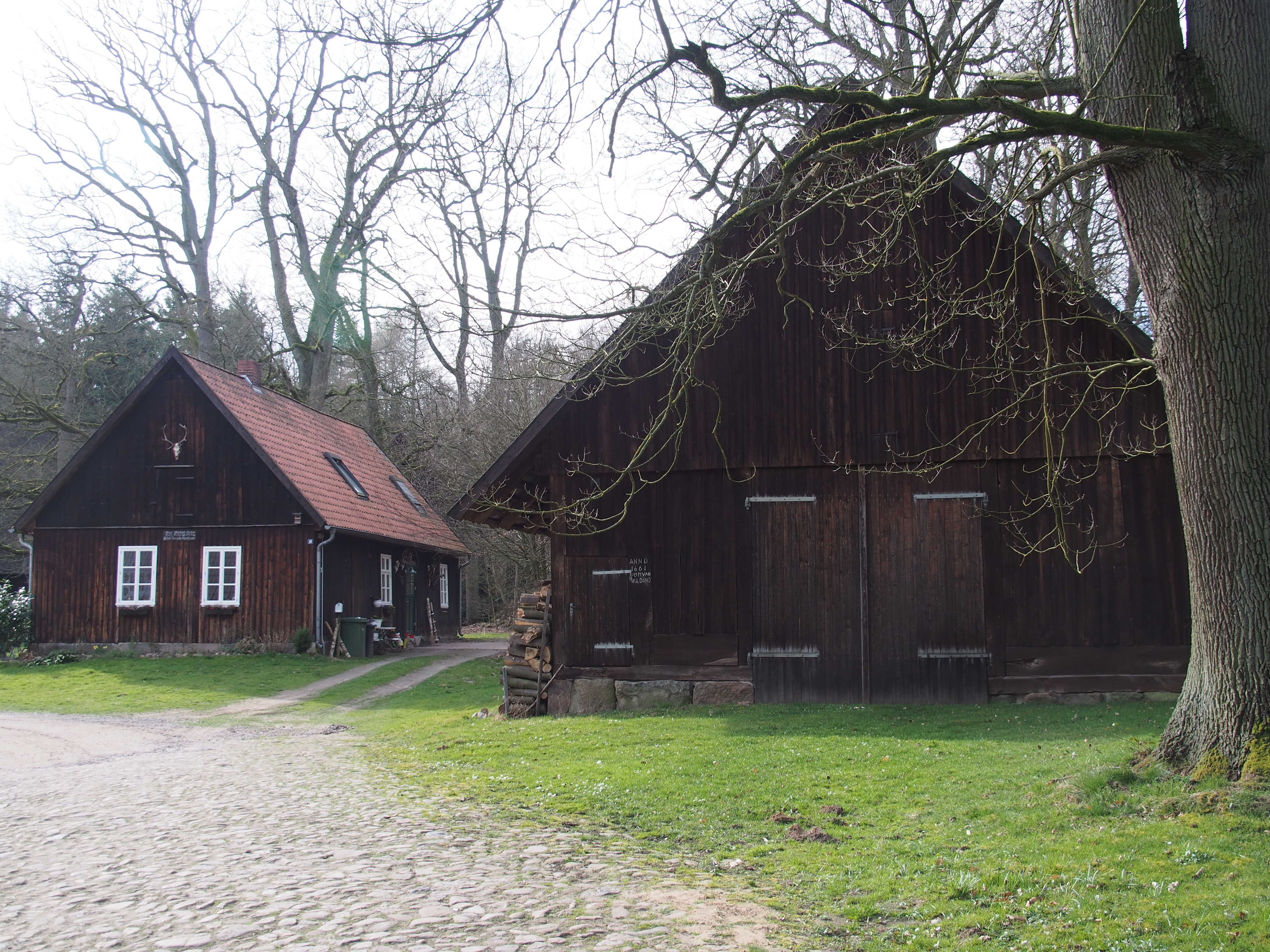
Haus von 1866, Scheune von 1661 (Ebelshof)

## Politik
Ortsvorsteher ist Wolfgang Erwin.

## Sehenswürdigkeiten
In der Liste der Baudenkmale in Soltau sind für Mittelstendorf sechs Baudenkmale aufgeführt. Seit 2023 schmückt den Dorfplatz die erste Murmelbahn des Heidekreises. 